# Tornado (automerk)
Tornado was een Brits automerk dat in 1957 opgericht werd door Bill Woodhouse.
Het bedrijf Tornado Cars maakte sportwagens die naar keuze in kitcar-vorm of afgebouwd kon worden afgeleverd.
Het eerste model was de Typhoon Sports, die in twee vormen beschikbaar was. Men kon kiezen uit een speciale carrosserie dat op Ford chassis gebouwd werd of een carrosserie op een eigen chassis. Waarschijnlijk werden er ongeveer vierhonderd modellen gebouwd.
In 1960 introduceerde het bedrijf de op de Ford Anglia gebaseerde Tempest, dat niet zo'n succes was; er werden slechts vijftien gebouwd.
In 1962 werd de Talisman voorgesteld, een zogenaamde 2+2 Coupé met een fiberglas carrosserie op een in eigen beheer ontwikkeld chassis met een 1340 cc of een 1500 cc Ford-motor. Hoewel de auto enthousiast door de pers werd onthaald werden er slechts 186 Talismannen gemaakt tot 1964, toen het geld op was.